# Saint-Jean-de-la-Motte
Saint-Jean-de-la-Motte – miejscowość i gmina we Francji, w regionie Kraj Loary, w departamencie Sarthe.
Według danych na rok 1990 gminę zamieszkiwało 815 osób, a gęstość zaludnienia wynosiła 25 osób/km² (wśród 1504 gmin Kraju Loary Saint-Jean-de-la-Motte plasuje się na 666. miejscu pod względem liczby ludności, natomiast pod względem powierzchni na miejscu 244.).